# Lobelia glaucescens
Lobelia glaucescens är en klockväxtart som beskrevs av Franz Elfried Wimmer. Lobelia glaucescens ingår i släktet lobelior, och familjen klockväxter. Inga underarter finns listade i Catalogue of Life.